# Listă de localități din raionul Edineț
Această listă conține satele și orașele din raionul Edineț, Republica Moldova.
| Denumire         | oraș / centru de comună / sat |
| ---------------- | ----------------------------- |
| Alexăndreni      | sat în Edineț                 |
| Alexeevca        | sat (comună)                  |
| Bădragii Noi     | sat (comună)                  |
| Bădragii Vechi   | sat (comună)                  |
| Bleșteni         | centru de comună              |
| Brătușeni        | centru de comună              |
| Brătușenii Noi   | sat în comuna Brătușeni       |
| Brînzeni         | sat (comună)                  |
| Burlănești       | centru de comună              |
| Buzdugeni        | sat în comuna Burlănești      |
| Cepeleuți        | centru de comună              |
| Chetroșica Nouă  | sat (comună)                  |
| Chetroșica Veche | sat în Cupcini                |
| Chiurt           | sat în Cupcini                |
| Clișcăuți        | sat în comuna Hincăuți        |
| Constantinovca   | centru de comună              |
| Corpaci          | sat (comună)                  |
| Cuconeștii Noi   | centru de comună              |
| Cuconeștii Vechi | sat în comuna Cuconeștii Noi  |
| Cupcini          | oraș                          |
| Edineț           | municipiu, reședință de raion |
| Fetești          | sat (comună)                  |
| Fîntîna Albă     | sat în comuna Parcova         |
| Gașpar           | sat (comună)                  |
| Goleni           | sat (comună)                  |
| Gordinești       | sat (comună)                  |
| Gordineștii Noi  | sat în Edineț                 |
| Hancăuți         | sat (comună)                  |
| Hincăuți         | centru de comună              |
| Hlinaia          | sat (comună)                  |
| Hlinaia Mică     | sat în comuna Rotunda         |
| Iachimeni        | sat în comuna Constantinovca  |
| Lopatnic         | sat (comună)                  |
| Onești           | sat în comuna Zăbriceni       |
| Parcova          | centru de comună              |
| Poiana           | sat în comuna Hincăuți        |
| Rîngaci          | sat în comuna Cepeleuți       |
| Rotunda          | centru de comună              |
| Ruseni           | centru de comună              |
| Slobodca         | sat în comuna Ruseni          |
| Stolniceni       | sat (comună)                  |
| Șofrîncani       | sat (comună)                  |
| Terebna          | sat (comună)                  |
| Tîrnova          | sat (comună)                  |
| Trinca           | sat (comună)                  |
| Vancicăuți       | sat în comuna Cepeleuți       |
| Viișoara         | sat (comună)                  |
| Volodeni         | sat în comuna Bleșteni        |
| Zăbriceni        | centru de comună              |